# Грыцан, Василий Иванович
Василий Иванович Грыцан (10 августа 1967) — советский и российский футболист, играл на позиции защитника и полузащитника.

## Карьера
В 1985 году провёл 27 матчей за «Подолье» Хмельницкий. В 1986 году не играл, а в 1987 году сыграл за «Подолье» 13 игр. В 1988 году перебрался в «Океан» Находка. 3 апреля 1992 года в выездном матче 2-го тура против московского «Локомотива» дебютировал за «Океан» в играх высшей лиги. За «Океан» играл до 1993 года, после чего до 1999 года остался вне футбола. Последний матч на профессиональном уровне провёл в 2001 году. В 2002 году был в заявке «Океана», однако на поле не выходил. Также в 2002 году выступал за любительский клуб «Нефтяник» из пгт Ноглики.